# Lara Croft and the Guardian of Light
Lara Croft and the Guardian of Light est un jeu vidéo d’action-aventure/arcade développé par Crystal Dynamics et édité par Square Enix Europe (anciennement Eidos Interactive). Il est sorti en mi-2010 sur PlayStation 3, Windows et Xbox 360. Fin 2010, une version développée par Ideaworks Game Studio sort sur iOS, puis en juillet 2012 sur Android, avec exclusivité temporaire pour les téléphones Sony Xperia.
Cet épisode est le premier épisode de la série Lara Croft, série dérivée de la franchise Tomb Raider.

## Trame

### Scénario
Le Gardien de la Lumière a une histoire à part entière qui se déroule dans la jungle d'Amérique centrale.
Il y a 2000 ans, dans l’ancienne Amérique du Sud, une bataille a commencé entre Totec et Xolotl. Après que Totec ait vaincu Xolotl, il le bannit et s’enseveli lui-même dans le Temple de la Lumière à l’aide du Miroir Magique de la Fumée pour empêcher que cet artefact tombe entre de mauvaises mains.
De nos jours, Lara Croft trouve le temple ainsi que le miroir, mais des mercenaires la suivant lui volent le Miroir. Xolotl et Totec se lèvent de leur tombe et Xolotl tue les mercenaires avant de s’enfuir avec l’artéfact. Totec blâme Lara pour le désastre, mais se rend vite compte qu’il doit coopérer avec elle afin de récupérer l’artéfact et vaincre Xolotl. (Traduction)

### Personnages
Lara est l'héroïne de ce jeu, elle est fidèle à elle-même c'est-à-dire qu'elle recherche des reliques dans des temples oubliés et qu'elle sauve le monde d'une catastrophe causée par un être maléfique. Après Jacqueline Natla et Amanda Evert des deux épisodes précédents, un nouveau méchant fait son apparition : Xolotl.
Pour la seconde fois dans l'histoire des aventures de Lara Croft, cette dernière étant accompagnée dans son aventure par un second personnage jouable en la personne de Totec. Lara n'a jamais eu de coéquipiers dans ses aventures à l'exception de Kurtis Trent
Cette décision a quelque peu surpris les fans, habitués à incarner Lara et seulement elle. Effectivement, ce changement est une des décisions des développeurs de se démarquer de la saga Tomb Raider par ce spin-off.

## Système de jeu
Contrairement aux anciens jeux, ce spin-off se distingue par son approche sous forme de jeu d'arcade. Toutefois, il garde le moteur graphique de Tomb Raider Underworld. Le jeu a un point de vue isométrique. Le gameplay peut être coopératif, le jeu pouvant être joué à deux joueurs. Le jeu est jouable en ligne.

## Expérience digitale
En plus d'être un spin-off, ce jeu est aussi le premier à être disponible uniquement en téléchargement. Le prix est de 15 $.